# Maple Creek (Krater)
Koordinaten: 49° 48′ 0″ N, 109° 6′ 0″ W
Maple Creek Krater ist ein Einschlagkrater in Saskatchewan, Kanada.
Er hatte einen Durchmesser von ca. 6 km und entstand vor ca. 75 Millionen Jahren. Inzwischen sind mehrere Eiszeiten über die Struktur gegangen, sie ist daher vom Boden aus nicht mehr zu erkennen. Gefunden wurde der Krater bereits 1976, als Geologen auf eine ungewöhnliche Struktur (White Valley-Struktur) in der Gegend aufmerksam wurden.  
Untersuchungen haben 2006 die Existenz eines Einschlagkraters bestätigt. Der Einschlag erzeugte einen leicht ovalen Krater.

## Weblink
- http://craterexplorer.ca/maple-creek-impact-structure/